# Natasha Chairani
Natasha Chairani (nacida en Yakarta, el 6 de enero de 1992) es una actriz y cantante indonesia.
Natasha por primera vez ha lanzando su álbum debut homónimo titulado "Natasha", cuando ella tenía unos 9 años de edad. Siendo muy joven aquellas vez, ella empezó a demostrar su talento en la música.

## Discograía

### Álbum de estudio
| Año  | Detalles del álbum                                                                             |
| ---- | ---------------------------------------------------------------------------------------------- |
| 2001 | Natasha - Album studio pertama - Label: Sony Music Entertainment Indonesia - Format: CD, kaset |

### Álbum de banda sonora
| Fecha | Detalles del álbum                                                                                 |
| ----- | -------------------------------------------------------------------------------------------------- |
| 2003  | Lagu Operet Rahasia Pika Pika Kuro - Label: Sony Music Entertainment Indonesia - Format: CD, kaset |

## Single

### Artista principal
| Año  | Título              | Álbum                              |
| ---- | ------------------- | ---------------------------------- |
| 2001 | "Bunda"             | Natasha                            |
| 2001 | "Impianku"          | Natasha                            |
| 2003 | "Mengapa"           | Lagu Operet Rahasia Pika Pika Kuro |
| 2012 | "RidhoMu Langkahku" | single non-album                   |
| 2012 | "Inginku"           | single non-album                   |

### Como artista invitada
| Fecha | Título                                          | Álbum             |
| ----- | ----------------------------------------------- | ----------------- |
| 2005  | "Kita untuk Mereka" (bersama Indonesian Voices) | Kita Untuk Mereka |

## Video musical
| Año  | Título              | Dirigido por |
| ---- | ------------------- | ------------ |
| 2001 | "Bunda"             | -            |
| 2003 | "Mengapa"           | -            |
| 2003 | "Kita untuk Mereka" | -            |
| 2011 | "RidhoMu Langkahku" | -            |

## Filmografía
- Tendangan dari Langit (2010)

## Sinetron
- Impian Natasha (2003)

- Datos: Q12500183